# Лужани Босански
Лужани Босански су насељено мјесто у општини Дервента, Република Српска, БиХ. Према попису становништва из 1991. у насељу је живјело 786 становника.

## Становништво
Према попису становништва из 1991. године, мјесто је имало 786 становника.
| Демографија | Демографија | Демографија |
| Година      | Становника  | Становника  |
| ----------- | ----------- | ----------- |
| 1961.       | 708         |             |
| 1971.       | 754         |             |
| 1981.       | 774         |             |
| 1991.       | 787         |             |